# Гермес, Иоганн Тимофей
Иоганн Тимофей Гермес (нем. Johann Timotheus Hermes; 31 мая 1738, Петцник, Западная Померания (ныне Пясечник, Хощненский повет, Западно-Поморское воеводство, Польша) — 24 июля 1821, Бреслау, Силезия, Пруссия) — немецкий писатель

, поэт, протестантский богослов, педагог.

## Биография
Родился в семье протестантского пастора.
С 1758 по 1761 год изучал теологию в университете Кёнигсберга, затем работал преподавателем в рыцарской академии в Бранденбурге, в 1763 году служил полевым капелланом в кавалерийском полку в Силезии, в 1769 году стал придворным капелланом княжества Ангальта и немецким пастором в Плессе в Верхней Силезии. Был ректором в Бреслау. В 1808 году назначен суперинтендентом, ответственным за церкви и школы в княжестве Бреслау.

## Творчество
Большой роман автора «Fanny Wilkes» (Лейпциг, 1766) — подражание С. Ричардсону и Г. Филдингу. Самостоятельность Гермес выказал в лучшем своем произведении «Sophiens Reise v. Memel nach Sachsen» («Путешествие Софи из Мемеля в Саксонию» 1769—1773 в пяти томах), которые большим успехом и были переведены на несколько языков, и нескольких других романах. По мнению авторов ЭСБЕ все они слабы в литературном отношении, но в своё время имели образовательное значение и обеспечили автору огромную известность.
Несмотря на свой успех , Гермес был предметом многочисленных насмешек со стороны «великих литераторов» среди своих современников.

## Избранные произведения
- Geschichte der Miss Fanny Wilkes (1766)
- Sophiens Reise von Memel nach Sachsen (1769—1773)
- Für Töchter edler Herkunft (1787)
- Manch Hermäon im eigentlichen Sinn des Wortes (1788)
- Für Eltern und Ehelustige (1789)
- Zween literarische Märtyrer und deren Frauen (1789)
- Lieder für die besten bekannten Kirchenmelodien nebst 12 Kommunion-Andachten (1800)
- Anne Winterfeld (1801)
- Verheimlichung und Eil oder Lottchens und ihrer Nachbarn Geschichte (1802)
- Mutter, Amme und Kind in der Geschichte Herrn Leopold Kerkers (1809)